# Serang Bulan
Serang Bulan is een bestuurslaag in het regentschap Bengkulu Selatan van de provincie Bengkulu, Indonesië. Serang Bulan telt 459 inwoners (volkstelling 2010).